# Mănăstirea Zografu
Mănăstirea Zografu (în greacă Ζωγράφου) este o mănăstire de pe Muntele Athos.

## Originile Mănăstirii Zografu
Situată în partea de NV a Muntelui Athos, la o oră de mers pe jos de la țărmul mării, Mănăstirea Zografu ocupă locul al nouălea între mănăstirile athonite.
Potrivit tradiției, mănăstirea a fost înființată în sec. al X-lea de frații Moise, Aaron și Ioan, monahi originari din Ohrida. 
Faptul că mănăstirea a fost închinată Sfântului Gheorghe, se datorește unei minuni: după terminarea construcției, monahii nu se puteau hotărî ce sfânt să-și ia ca ocrotitor. Unul dorea ca Maica Domnului să le călăuzească mănăstirea, altul îl voia pe Sfântul Nicolae, iar al treilea se gândea la Sfântul Gheorghe. Neajungând la nicio înțelegere, au decis să lase această alegere în seama lui Dumnezeu. Au pregătit un lemn după mărimea icoanei și l-au pus în biserică, încuind-o. Apoi s-a retras fiecare la chilia lui, rugându-se lui Dumnezeu să arate cărui sfânt trebuie închinată biserica. În timpul nopții, au văzut cu toții o lumină puternică în biserică. Dimineața au avut surpriza și bucuria să vadă pe scândura care fusese goală, chipul Sfântului Mare Mucenic Gheorghe. Așa a devenit Sf. Gheorghe patronul mănăstirii, numită Zografu, adică icoană zugrăvită prin minune.

## Ajutorul românesc la Zografu
Arsă și prădată de mai multe ori, în secolele XIII-XIV, a fost reînnoită de împărații bizantini Mihail al VIII-lea Paleologul (1259-1282), Andronic al II-lea Paleologul (1282-1328) și Ioan al V-lea Paleologul (1341-1391).
Ruinată din cauza condițiilor istorice, mănăstirea a cunoscut o perioadă de înflorire în secolul al XV-lea, datorită Mușatinilor. 
Alexandru cel Bun dădea ajutor anual mănăstirii câte 3000 aspri de argint (1429), precum și venitul câtorva metoace, printre care și al Mănăstirii Căpriana.
Perioada de vârf a fost atinsă, însă, în timpul lui Ștefan cel Mare. Acesta a refăcut mănăstirea aproape integral, între anii 1466-1502.
Între 1466-1471 Ștefan cel Mare dă mari fonduri de bani pentru înnoirea bisericii și a bolniței. În anul 1475 rezidește la malul de sud-vest al mării arsanaua (portul pentru corăbii). În anul 1495 reface din piatră corpul chiliilor, trapeza și zidul de incintă. În anul 1502 Ștefan cel Mare zidește din nou biserica mare și o pictează în frescă. Pe lângă aceasta el făcea mănăstirii și o danie anuală în bani de aur și argint, galbeni ungurești sau aspri de argint. 
În anul 1502 Ștefan cel Mare donează ctitoriei sale de la Athos o icoană cu Sfântul Gheorghe și steagul de luptă al Moldovei, cusut cu aur și argint, care are pe o parte icoana Sfântului Gheorghe, iar pe partea cealaltă stema țării.
În anul 1500 Radu cel Mare dădea Mănăstirii Zografu 3000 aspri ajutor anual. La fel făceau Neagoe Basarab (1515-1517), Vlad Vintilă (1534) și alți domni pământeni.
Bogdan al III-lea repară pirgul mănăstirii; Petru Rareș face reparații și înnoiește pictura în anul 1546; fiica lui, Ruxanda, soția lui Alexandru Lăpușneanu, achită impozitul anual de 100 galbeni pe care mănăstirea trebuia să-l plătească turcilor, și mai donează încă 52000 aspri de argint.
Ultimele ajutoare le dau domnii fanarioți, care fac lucrări de întreținere în secolul al XVIII-lea.

## Mănăstirea Zografu azi
Zografu este chinovie bulgărească cu viață de obște, care număra în anii ’80 doar 15 călugări. Ei vorbesc bulgara și greaca, dar există și cunoscători de engleză. 
Actuala pictură a bisericii datează din anul 1817. În pridvor sunt pictați în șirul ctitorilor, la stânga împărații bizantini Andronic și Ioan, și regii Serbiei, iar la dreapta Alexandru cel Bun, Ștefan cel Mare și Vasile Lupu. Ștefan este reprezentat cu coroană pe cap, în hlamidă de culoare bej, cu flori albe.
Mănăstirea Zografu are cinci paraclise în incintă și opt la chiliile din afară. În apropiere se găsește și Schitul Bogorodița (sl. Bogo-rodița = Născătoarea de Dumnezeu, în grecește Theotokos).

## Biblioteca și tezaurul Mănăstirii Zografu
Biblioteca conține 388 manuscrise în slavonă și 126 în limba greacă, din care 26 pe pergament. Mai are peste 10000 de cărți tipărite, printre care și românești cu literă chirilică, dar și multe documente.
Tezaurul păstrează odoare și obiecte de cult din argint, icoane vechi, evangheliare cu miniaturi și broderii din sec. XI-XIV. 
Un loc de cinste între obiectele de preț ale mănăstirii îl ocupă steagul de luptă al lui Ștefan cel Mare.

## De la Vatopedu spre Zografu
Gala Galaction, care a parcurs acest drum pe catâr, ne oferă următoarea descriere: 
„Plecăm înainte de vecernie și străbatem, în vreo două ceasuri de originală călătorie pe samarul catârilor, cea mai bogată și mai măreață latură a sfintei peninsule. Mai întâi urcăm, scară după scară, până când Mănăstirea Vatopedu rămâne ca un șir de mătănii roșii, pe catifeaua albastră a mării și sub capacul de palid mărgean al cerului. Apoi între noi și splendida vecernie, care se lăsa pe marea dinspre răsărit, au început să crească încâlcitele cortine ale dumbrăvilor de dafin, de stejar și de castan. Un copăcel necunoscut, care înflorea pretutindeni, spânzura pe toate coastele roiuri de fluturi galbeni. Mireasma atâtor mărăcini balsamici făcea din poteca noastră drum ca în inimă de catedrală, după ce cădelnițele au revărsat largi nouri de tămâie. […] De la apus, în apoteoza de heliante a soarelui pogorâtor, marea din golful Athonului năvălește, cu strălucirea ei de argint, prin miile de ferestre verzi ale pădurii...
[…] Sântem în regiunea cea mai păduroasă și cea mai mănoasă. Devale, la Zografu, ne așteaptă o adevărată grădină de nebiruiți gospodari. De departe, începe să ni se arate, în abisul verde și plin de cuiburi suprapuse, mohorâții chiparoși din preajma și de pe lângă zidurile mănăstirei.
O cetate uriașă crește în vale și pe deasupra ei pare că zboară, în cea din urmă slavă vesperală, un șirag de cruci de aur. Codrii în suiș aproape drept strâmtorează milenara clădire și aruncă miresmele chiparosului și răcoarea stejarului în balcoanele și ferestrele chiliilor. O sacră severitate monahală stăpânește în jurul și în cărările acestei mănăstiri.
[…] Zografu păstra pentru noi mari destăinuiri! Starițul vorbește românește, iar pe peretele de onoare al salonului stă, în rând cu marii ctitori, Ștefan cel Sfânt și Mare, voievodul Moldovei!” 